# Williamsiella bicoloripes
Williamsiella bicoloripes är en insektsart som beskrevs av Ian A. Hood 1925. Williamsiella bicoloripes ingår i släktet Williamsiella och familjen rörtripsar. Inga underarter finns listade i Catalogue of Life.